# Shijing (socken i Kina, Sichuan)
Shijing (kinesiska: 识经乡, 识经) är en socken i Kina. Den ligger i provinsen Sichuan, i den sydvästra delen av landet, omkring 100 kilometer söder om provinshuvudstaden Chengdu. Antalet invånare är 12 106. Befolkningen består av 6 017 kvinnor och 6 089 män. Barn under 15 år utgör 18,0 %, vuxna 15-64 år 67 %, och äldre över 65 år 14,0 %.
Genomsnittlig årsnederbörd är 1 348 millimeter. Den regnigaste månaden är juli, med i genomsnitt 306 mm nederbörd, och den torraste är december, med 13 mm nederbörd.